# Cathalistis bispinosa
Cathalistis bispinosa is een vlinder uit de onderfamilie Compsocteninae van de familie Eriocottidae. De wetenschappelijke naam van deze soort is voor het eerst geldig gepubliceerd in 2011 door Mey.
De soort komt voor in het Afrotropisch gebied.